# Oona Plany
Oona Plany (* 30. März 1984 in Bonn) ist eine deutsch-französische Show- und Profitänzerin, Schauspielerin sowie Synchron- und Hörspielsprecherin.

## Leben
Oona Plany ist die Tochter der Berliner Theaterschauspielerin und Klavierpädagogin Anouk Plany. Schon in ihrer Jugend begeisterte sich Oona Plany für die verschiedensten Arten der Bewegung. So fing sie schließlich an klassisches Ballett zu tanzen. Des Weiteren zählten auch der Jazz-Tanz, Karate und Rock ’n’ Roll zu ihren Leidenschaften. Ab 1996 besuchte sie das Berliner Rückert-Gymnasium, das sie 2004 mit der Doppelqualifikation AbiBac abschloss. Bis 2007 studierte Oona Darstellende Kunst (Art du spectacle - cinéma) an der Université Lumière in Lyon. Ihr Studium schloss sie mit einem Bachelor-Diplom ab. 2009 kehrte sie nach Berlin zurück und studierte anschließend Tanzwissenschaft (Master) an der Freien Universität Berlin. Während ihrer Zeit in Frankreich entdeckte sie 2008 eine weitere Vorliebe – den Tango Argentino. In dieses neu-gefundene Hobby investiert sie seither ihre Freizeit; so trainiert und tanzt sie täglich. Darüber hinaus machte sie ihr Hobby zum Beruf. Entsprechend unterrichtet Oona Tango und bietet sogar eigene Kurse für Interessierte an.
Neben ihrer Ausübung als Tänzerin spricht und spielt Oona für diverse Fernseh- und Hörfunk-Produktionen.

## Wirken

### Schauspieltätigkeit
Auftritte vor der Kamera hatte Oona Plany bisher unter anderem in Produktionen wie Schloss Einstein, Für alle Fälle Stefanie, Streit um drei, In aller Freundschaft oder auch in der Fernsehserie Red Cap als Anna Veseli.

### Synchronarbeiten
- Scarlett Johansson als Amanda in Manny & Lo
- Eileen Boylan als Jenna in Plötzlich verliebt
- Jena Malone als California Morning Lucy Wipple in The Ballad of Lucy Whipple
- Jena Malone als Willa in Zwischen den Welten
- Karis Paige Bryant als Jenny Gordon in Charmed – Zauberhafte Hexen
- Beverley Mitchell als Lucy in Eine himmlische Familie
- Haruhi Suzumiya in Die Melancholie der Haruhi Suzumiya (Anime)
- Haruhi Suzumiya in Das Verschwinden der Haruhi Suzumiya (Anime)
- Cassi Thomson als Cara Lynn in Big Love
- Mara Wilson als Matilda in Matilda
- Annabelle in Annabelle und die fliegenden Rentiere